# قطعنامه ۱۵۱۰ شورای امنیت
قطعنامه ۱۵۱۰ شورای امنیت سازمان ملل متحد که در تاریخ ۱۳ اکتبر ۲۰۰۳ تصویب شد، سندی بین‌المللی دربارهٔ اوضاع در افغانستان است. این قطعنامه طی نشست ۴۸۴۰ام با ۱۵ رای موافق، ۰ مخالف و ۰ ممتنع تصویب شد.